# Historia Austro-Węgier
Historia Austro-Węgier – historia dualistycznego państwa powstałego w roku 1867 na bazie Cesarstwa Austrii, a istniejącego do zakończenia I wojny światowej w 1918 roku. Państwo złożone było z dwóch części połączonych unią personalną: Królestwa Węgier i Cesarstwa Austrii (popularnie zwanych Zalitawią i Przedlitawią). Posiadało dwa niezależne parlamenty i własne rządy, natomiast wspólnymi były głowa państwa, armia oraz polityka zagraniczna.

## Geneza

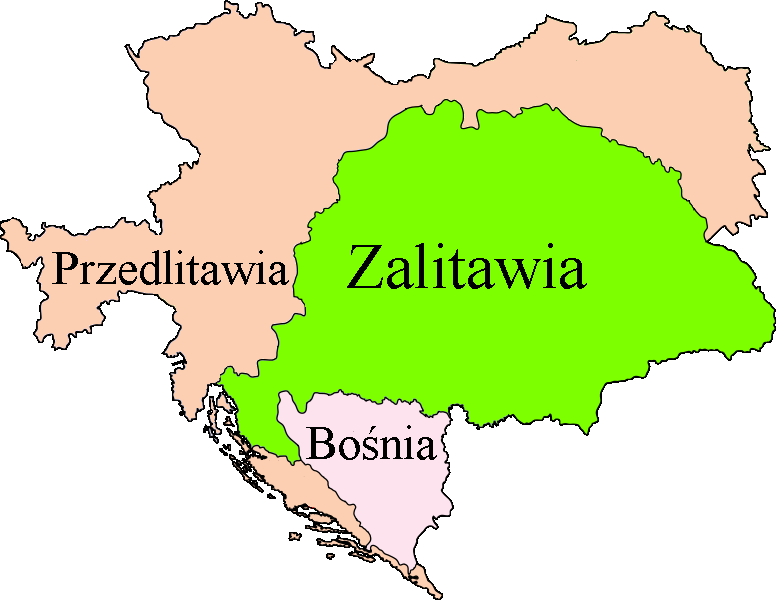
Przedlitawia i Zalitawia

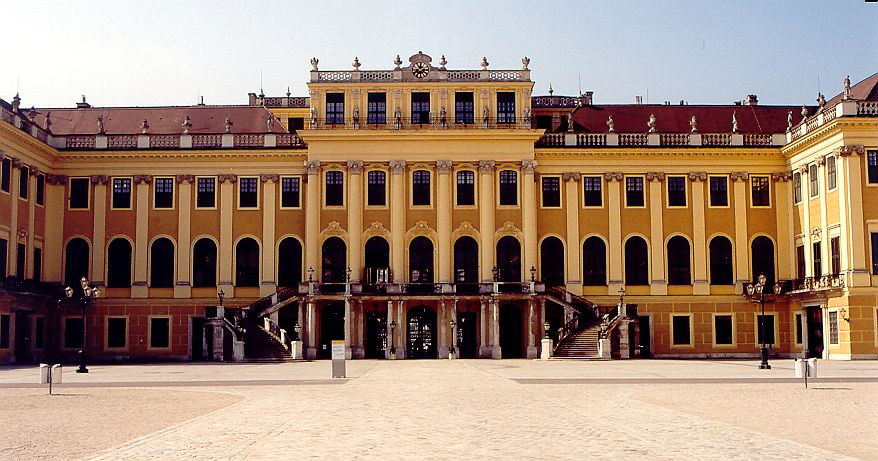
Zamek Schönbrunn

W roku 1848, w wyniku Wiosny Ludów, w Cesarstwie wybuchły demonstracje, wystąpienia mające na celu dopuszczenie do władzy ludu. Zmusiło to cesarza Ferdynanda I do abdykacji, a na tron wstąpił jego bratanek, 18-letni wówczas, Franciszek Józef. Na Węgrzech wybuchło powstanie narodowe stłumione tylko dzięki pomocy wojsk rosyjskich pod wodzą Iwana Paskiewicza. Demonstracje miały miejsce w Wiedniu, na ziemiach polskich oraz w Czechach. Franciszek Józef zdołał wprawdzie przywrócić silną władzę monarszą, ale wkrótce Austria doznała kolejnej klęski w wojnie z Francją (1859), po której zrzekła się Lombardii, zatrzymując jednak Wenecję.
Wojska austriackie walczyły u boku Prus z Danią w drugiej wojnie o Szlezwik w 1864 roku. Po zwycięstwie, armia austriacka stacjonowała w Holsztynie, gdzie wkrótce w wyniku prowokacji Bismarcka doszło do wybuchu wojny prusko-austriackiej. Wojnę Austria przegrała, po decydującym ciosie armii pruskiej pod wodzą Helmutha von Moltke w bitwie pod Sadową w 1866 roku.
Klęski odnoszone w wojnach przyczyniły się do przekształcania Austrii w monarchie dualistyczną, która utraciła swoje wpływy w Niemczech gdzie przewagę zdobyły Prusy po zwycięstwie nad Austrią. Prusy miały wolną rękę w zjednoczeniu Niemiec, którego dokonały po wojnie z Francją w 1871 roku.
U podstaw powstania Cesarsko-Królewskiej Monarchii, jak często określane są Austro-Węgry, leży tak zwany Kompromis (Ausgleich) z lutego 1867, który zapoczątkował istnienie dualistycznej monarchii parlamentarnej w miejsce absolutystycznego Cesarstwa Austriackiego (1804-1867). Od połowy XIX w. zaczęło ono tracić wpływy i stabilizację wewnętrzną.
Największą rolę miały rozbudzone po Wiośnie Ludów ambicje narodów zamieszkujących ziemie Habsburgów, głównie Węgrów, a także utrata posiadłości we Włoszech (Lombardia) na rzecz Sabaudii po pokoju w Villafranca w 1859 oraz przegrana w wojnie z Prusami w 1866 (po której to wojnie musiano oddać Włochom Wenecję).
Przywódcy węgierscy domagali się od cesarza, by ten koronował się również na króla Węgier (co Franciszek Józef uczynił w czerwcu 1867) i potwierdził dawne przywileje, jakimi cieszyły się Kraje Korony Świętego Stefana. Z drugiej strony domagali się ustanowienia w Budapeszcie osobnego parlamentu, jednak z zachowaniem kontroli nad mniejszościami narodowymi (zwłaszcza Rumunami, Słowakami, Chorwatami i Rusinami).
Aby w ramach obowiązującego prawa zmienić Austrię w Austro-Węgry, cesarz potrzebował zgody Rady Państwa, obsadzanej w drodze wyborów pośrednich przez delegatów sejmów krajowych, które wysyłały do Rady Państwa swoje delegacje. Obawiając się, że przekształcenie państwa zwiększy przewagę Austrii nad narodami słowiańskimi, sejmy czeski, morawski i kraiński nie wysłały do Rady swoich przedstawicieli. W związku z tym decydujący głos w sprawie utworzenia nowego państwa należał do Galicji:

Przez 50 lat z górą Polacy stanowili podporę austriackiego państwa. Po Sadowej, kiedy Austria rozlatywała się po prostu, Polacy stanęli murem przy tym państwie i dynastii i nie komu innemu – tylko Polakom zawdzięczać może dynastia, że państwo zdołało się jako tako skonsolidować. W słynnej deklaracji sejmu galicyjskiego, ujętej w lakonicznym zdaniu: Przy tobie stoimy i stać chcemy, mieścił się fundament polityki polskiej w Austrii, ale równocześnie kamień węgielny istnienia Austrii jako takiej.

 Sejm galicyjski początkowo chciał pójść za przykładem wymienionych trzech sejmów krajowych, ale zagrożony nowymi wyborami, które zwiększyłyby liczbę posłów chłopskich przychylnych rządowi w Wiedniu, 2 marca 1867 wysłał delegację do Rady Państwa. Delegacja ta, w zamian za dodatkowe uprawnienia w dziedzinie języka polskiego i oświaty (Autonomia galicyjska), zagłosowała za ugodą austriacko-węgierską.

### Konflikty austriacko-węgierskie

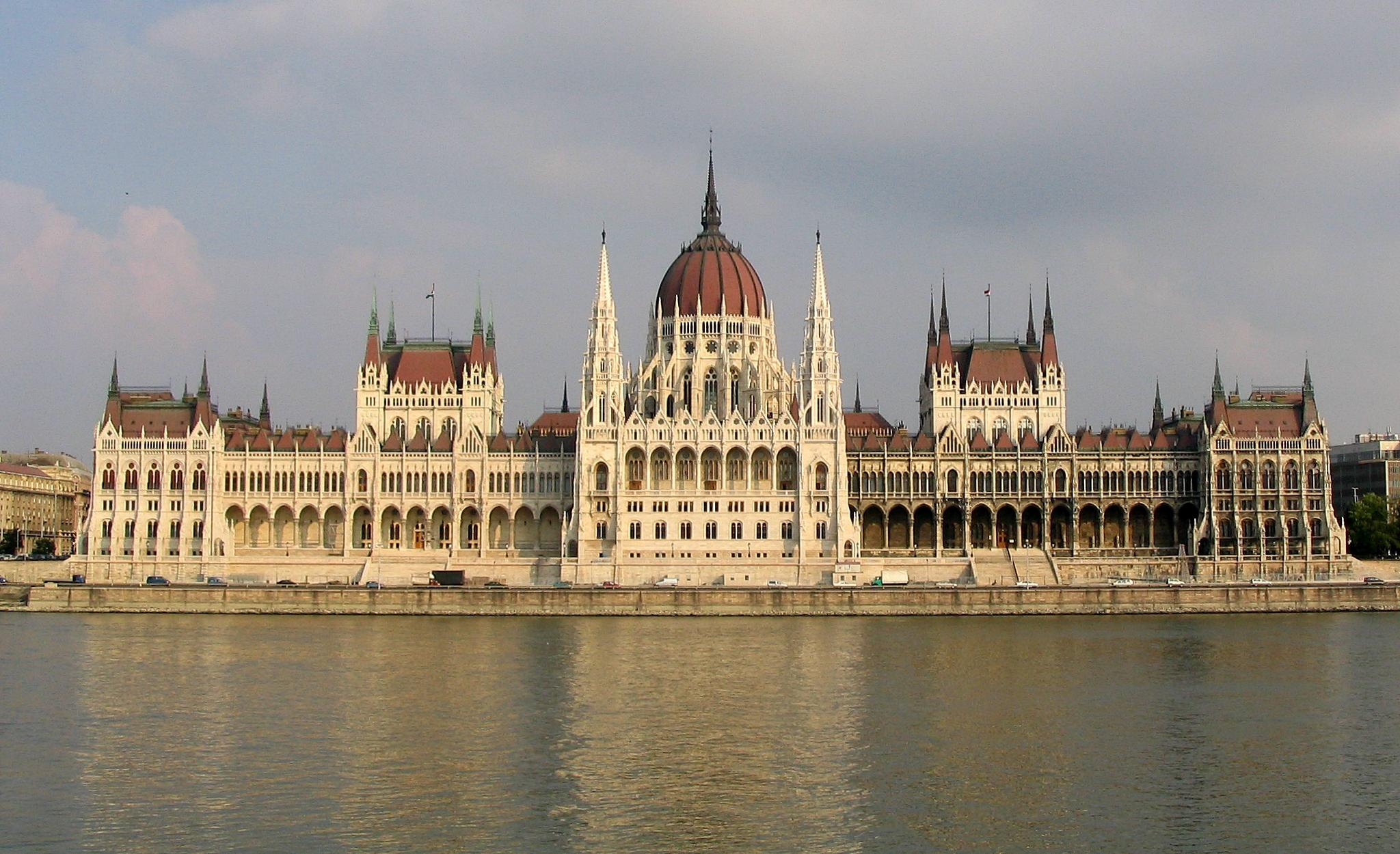
Budapeszt – Parlament

Podstawową kwestią szeroko dyskutowaną po ustanowieniu monarchii dualistycznej były sprawy finansowe. Zgodnie z Kompromisem z 1867, sprawy podatków, ceł, taryf i procentów dochodu odprowadzanych do wspólnej kasy miały być renegocjowane co 10 lat. Kością niezgody między Niemcami a Węgrami stało się interpretowanie umowy w kontekście jej przedłużania. Austriacy sądzili, że co 10 lat będzie się jedynie rozsądzać różnice i spory powstałe w trakcie funkcjonowania unii. Węgierska arystokracja rozumiała pod pojęciem „renegocjacji” rozpoczęcie całego procesu od początku, tak by móc uzyskać nowe przywileje dla ziem Korony św. Stefana. Najwyższą temperaturę spory osiągnęły w połowie pierwszej dekady XX w. Poza kwestiami finansowymi, problemem stał się język komendy używany w jednostkach wojskowych (do tej pory nawet w dywizjach rekrutowanych na terenach węgierskich obowiązywał język niemiecki). Natomiast w jednostkach drugiej linii (obrony krajowej) obowiązywały już dwa języki. W austriackiej części państwa istniała Landwehra (pol. Obrona Krajowa, potocznie zwana drewnianym wojskiem, a to ze względu, że podczas ćwiczeń posługiwała się atrapami karabinów), gdzie językiem dowodzenia był niemiecki. Natomiast w węgierskiej części państwa podobne formacje zwane „honwedami” (Honved) używały języka węgierskiego (wyjątkiem było autonomiczne Królestwo Chorwacji i Slawonii – formalnie nawet Trójjedyne Królestwo Chorwacji, Slawonii i Dalmacji, bo takiej nazwy używano oficjalnie w Zagrzebiu, mimo iż Dalmacja należała do Przedlitawii – gdzie do 1914 roku komenda była w języku krajowym, czyli serbsko-chorwackim). Kryzys zażegnano w październiku 1907 przedłużając działanie poprzedniej umowy (Węgrzy jednak ustąpili w kwestii wyodrębnienia języka komendy dla projektowanej osobnej armii węgierskiej, gdyż Franciszek Józef zagroził wprowadzeniem zasady powszechnego głosowania na terytorium Zalitawii co natychmiast odebrałoby Madziarom większość w sejmie węgierskim), nie rozwiązało to jednak problemu spadku poparcia dla podstaw istnienia CK Monarchii. Jednakże warto wspomnieć, że zwolennicy oderwania się od Austrii stanowili na Węgrzech znikomą mniejszość. Rządząca na Węgrzech arystokracja widziała w silnych związkach z Wiedniem (a potem i z Berlinem) nie tylko skuteczny środek do obrony własnego stanu posiadania, a także ochronę przed ewentualnymi powstaniami mniejszości narodowych stanowiących połowę ludności kraju. Ponadto czynnik ekonomiczny odgrywał także niebagatelną rolę w umacnianiu obu części monarchii, gdyż większość eksportu węgierskiego szła właśnie do Austrii.
Podobnego poszerzenia praw domagały się narody znajdujące się pod rządami parlamentu w Budapeszcie. Rumuni stanowiący większość mieszkańców Siedmiogrodu i Banatu, Słowacy uważani przez sporą część Węgrów za swych zeslawizowanych współbraci, Serbowie i Chorwaci w Dalmacji, Chorwacji i Wojwodinie. Napięcia wewnętrzne zwiększały także dążenia Serbów i Rumunów do połączenia się z nowo powstałymi Serbią i Rumunią.
Parlament węgierski generalnie starał się unikać kompromisów z mniejszościami narodowymi. Ograniczoną autonomię udało się wywalczyć jedynie Królestwu Chorwacji w 1868.
Cesarska i królewska część państwa różniły się zasadniczo pod względem poglądów na politykę narodowościową, a co za tym idzie – także na politykę zagraniczną. Węgrzy niechętnie patrzyli na plany włączenia do swojej części państwa terytoriów, które mogłyby jeszcze bardziej zaburzyć stosunki narodowościowe na ich niekorzyść. Dotyczyło to zwłaszcza sporu z Turcją o tereny dzisiejszej Bośni, Serbii i Rumunii. Kompromis udało się osiągnąć dopiero po podpisaniu w październiku 1879 sojuszu niemiecko-austriackiego. Wprawdzie groził on Węgrom w przypadku wojny przyłączeniem dalszych terenów na wschodzie, jednak był postrzegany przede wszystkim jako sojusz obronny przeciwko Rosji, uważanej za największe zagrożenie.

## Po zawarciu ugody
Po proklamowaniu monarchii Austro-Węgierskiej w 1867 roku, kraj Habsburski zwrócił uwagę na Bałkany, gdzie rozszerzał swoją strefę wpływów. Wówczas na Bałkanach swoje interesy miała także Rosja, która w XIX wieku dążyła do opanowania Konstantynopola. Już w pierwszej połowie XIX Rosja potwierdziła swoje wpływy na południu Europy, pomagając Grekom w uzyskaniu niepodległości i zwyciężając Turków pod Navarino w 1827 roku, co Klemens von Metternich uznał za polityczną klęskę interesów Austrii. W wojnie krymskiej zaostrzyły się stosunki austriacko-rosyjskie, co nie przeszkodziło w uzyskaniu przez Austrię nabytków terytorialnych w postaci Bośni i Hercegowiny (okupacji) w 1878 roku w wyniku wojny rosyjsko-tureckiej.

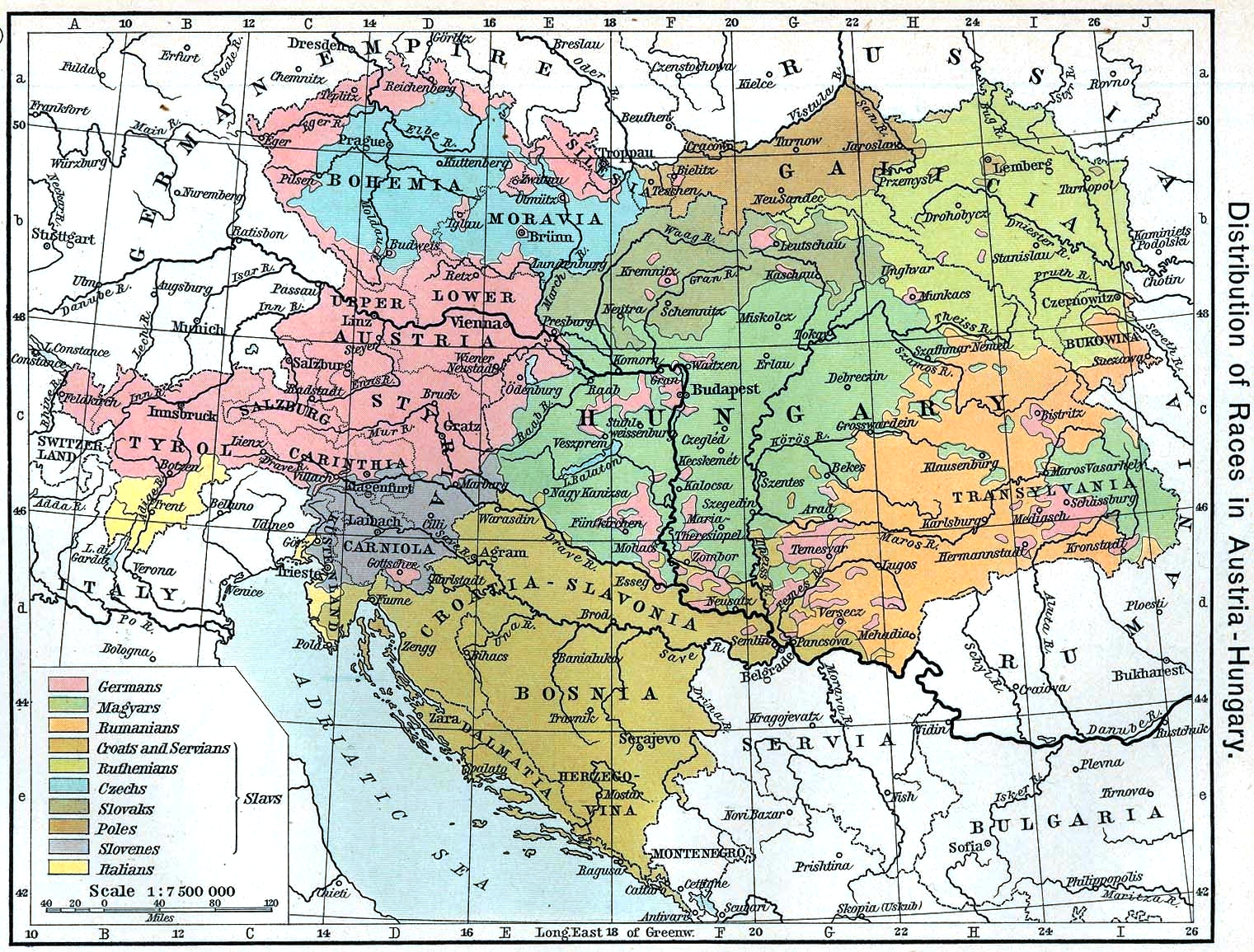
Austro-Węgry w 1911 roku

Po kongresie berlińskim w 1878 roku Austro-Węgry rozpoczęły okupację Bośni i Hercegowiny, którą oficjalnie anektowano w 1908 w wyniku rewolucji młodotureckiej. Na skutek protestów węgierskich nowe terytorium nie zostało formalnie włączone pod jurysdykcję żadnej z części Monarchii habsburskiej. Zarząd nad nim sprawowało bezpośrednio ministerstwo finansów. Ta dziwna sytuacja rozbudziła w Chorwatach nadzieję na połączenie Bośni z ich ziemiami i włączenie nowo powstałego królestwa Słowian południowych jako trzeciej części składowej Austro-Węgier.
Na podobne ustępstwa ze strony Wiednia liczyli także Czesi i Polacy.

## I wojna światowa

### Przyczyna

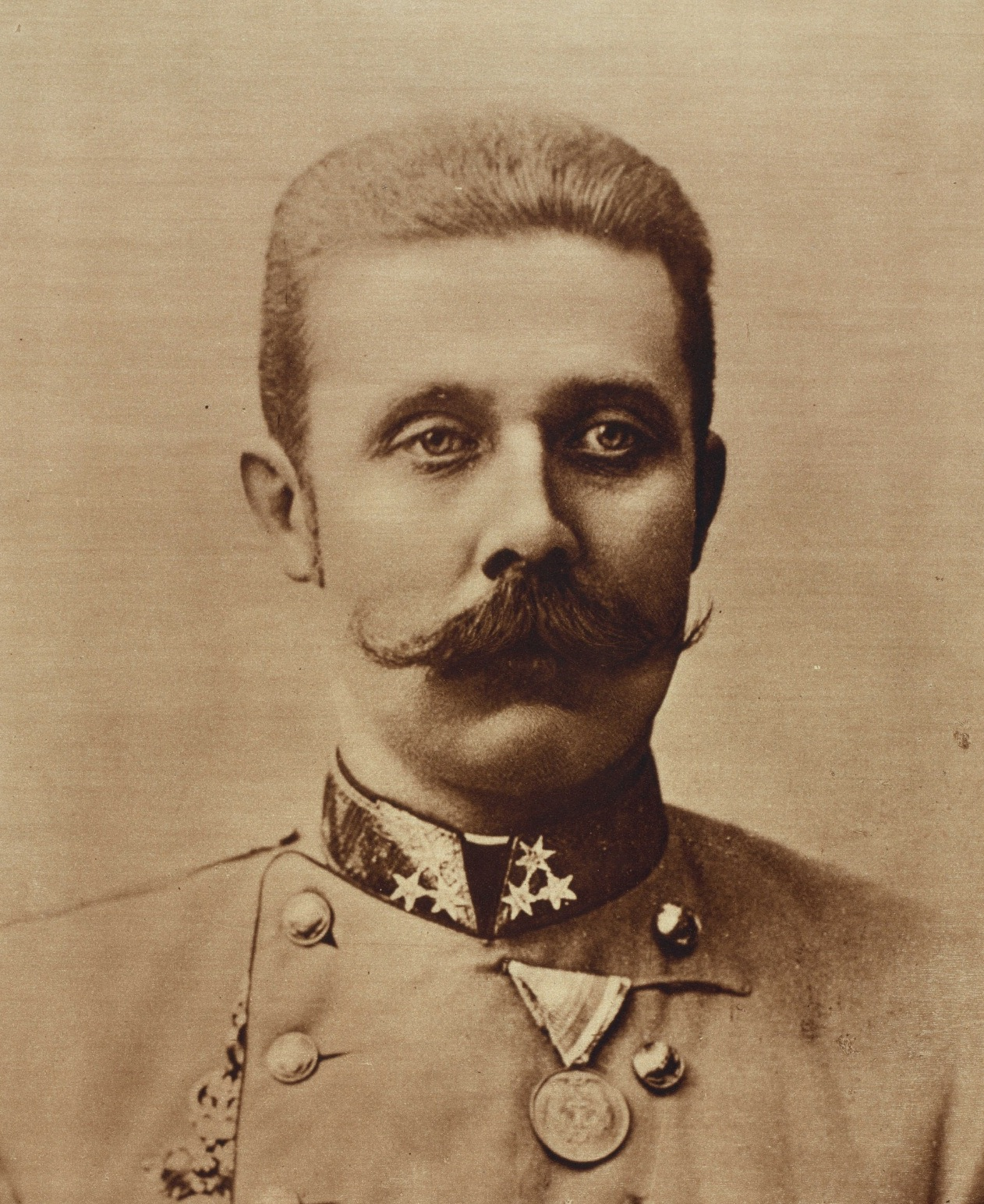
Franciszek Ferdynand

Planów monarchii trialistycznej nie udało się zrealizować. 28 czerwca 1914 austriacki następca tronu arcyksiążę Franciszek Ferdynand został zamordowany podczas wizyty w Sarajewie. Zamachu dokonała nacjonalistyczna organizacja Serbów bośniackich Młoda Bośnia (patrz: Gavrilo Princip, Zamach w Sarajewie, Proces w Sarajewie).
Cesarstwo, które straciło wcześniej większość swych posiadłości w Północnych Włoszech, stanęło w obliczu groźby utraty części terytoriów zamieszkanych przez Słowian Południowych na rzecz Serbii. Cesarz Franciszek Józef, wspierany przez swych niemieckich sojuszników, postanowił uderzyć na Serbię nim ta zdoła doprowadzić do rewolucji i powstania. Zabójstwo Arcyksięcia Franciszka Ferdynanda potraktowano jako wygodny pretekst. Rząd w Belgradzie otrzymał bardzo daleko posunięte ultimatum, które oskarżało Serbię o dawanie schronienia organizacjom terrorystycznym. W ultimatum cesarstwo domagało się, oprócz ukarania winnych morderstwa arcyksięcia, zamknięcia antycesarskich organizacji i publikacji, wyeliminowania antycesarskich książek i nauczycieli ze szkół, czystek podejrzanych oficerów i urzędników państwowych, i udziału reprezentantów Austrii w oficjalnym dochodzeniu.
Gdy serbski parlament po długiej debacie odmówił przystania na żądania Austro-Węgier, oba państwa znalazły się w stanie wojny.
Wydarzenia na linii Wiedeń-Belgrad stały się iskrą zapalną I wojny światowej. Rosja postanowiła wystąpić w obronie interesów Słowian i zarządziła generalną mobilizację swej armii. Jej odwołania zażądały Niemcy, a gdy ich żądania nie zostały spełnione, także i to państwo włączyło się do wojny. Wkrótce po stronie Rosji opowiedziały się, związane z nią sojuszem, Francja i Wielka Brytania.

### Działania na frontach
Armia austro-węgierska początkowo odniosła, w czasie ofensywy wyprzedającej, sukcesy w bitwach pod Kraśnikiem i Komarowem, jednak przytłaczająca przewaga liczebna armii rosyjskiej spowodowała konieczność odwrotu po przegranych bitwach na przedpolach Lwowa. Złotymi zgłoskami zapisała się obrona Twierdzy Przemyśl dowodzonej przez gen. Kusmanka. W ciężkich zimowych walkach w Karpatach Wschodnich i w rejonie Przemyśla obie strony poniosły olbrzymie straty. Dość szybko jednak Austro-Węgry przeszły do kontrataku. Po sukcesach niemieckich w Kongresówce i bitwie pod Gorlicami, Austrii udało się odebrać Galicję Wschodnią (w maju 1915), a następnie po bitwie pod Caporetto powstrzymać natarcie Włoch.
W końcu, przy pomocy Niemiec, CK Armii udało się zająć praktycznie całą Rumunię, spore połacie Rosji i większą część Serbii, jednak ani pokonanie tej ostatniej, ani doprowadzenie do pokoju z Włochami nie powiodło się.
Zwycięstwa te nie zmieniły zasadniczo sytuacji militarnej Austro-Węgier, które musiały prowadzić wojnę na trzech frontach. Na froncie włoskim obie strony straszliwie się wykrwawiały, co wpływało na pogorszenie nastrojów społeczeństwa i, zauważalny we wszystkich uczestniczących w wojnie armiach, spadek morale. Dodatkowo w ostatnich latach wojny coraz wyraźniej widać było zmęczenie wojną u wszystkich narodów monarchii spowodowane pogarszającym się zaopatrzeniem i śmiercią tysięcy mężczyzn w wieku produkcyjnym.

## Rozpad

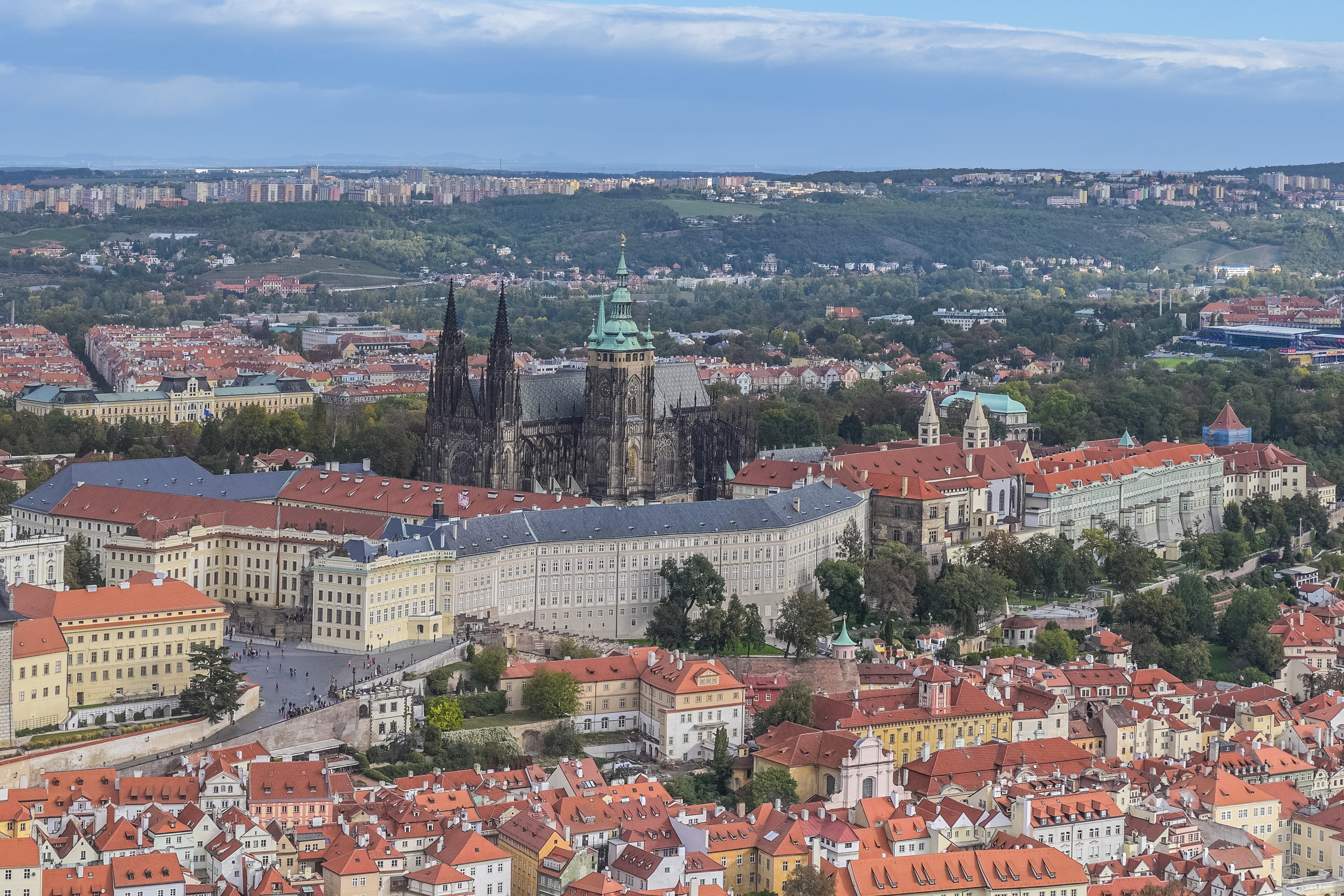
Hradczany widok na zamek

Wysiłek wojenny spowodował znaczne osłabienie autorytetu Monarchii i, w konsekwencji, gwałtowny wzrost nacjonalizmów i ruchów niepodległościowych. Także rozmaite ruchy lewicowe – od socjalistów po komunistów i anarchistów – rozpoczęły coraz aktywniejszą agitację antywojenną. Od października do grudnia 1918 praktycznie na całym terytorium państwa zapanował chaos. W poszczególnych częściach składowych zaczęły powstawać rozmaite rządy tymczasowe i rady robotnicze. Austro-Węgry, mimo relatywnie dobrej pozycji na froncie, rozpadły się od środka. 3 listopada 1918 Sztab Imperialny podpisał z aliantami zawieszenie broni.
Od początku października posłowie reprezentujący poszczególne narody Monarchii deklarowali chęć odłączenia się od metropolii. Parlament galicyjski wydał takie oświadczenie 7 października. 16 października 1918 Karol I wydał edykt o utworzeniu luźnej federacji poszczególnych części składowych CK monarchii, jednak było już za późno na gruntowne reformy. 28 października 1918 w Pradze proklamowano istnienie niepodległej Czechosłowacji. 31 października niepodległość proklamowały Węgry, 1 listopada – Zachodnioukraińska Republika Ludowa, a 11 listopada – Polska. Siedmiogród przyłączył się do Rumunii. Zamieszkane przez Słowian południowych komitaty Królestwa Chorwacji wraz z ziemiami Styrii i Krainy postanowiły zjednoczyć się z Serbią w Królestwo Serbów, Chorwatów i Słoweńców, późniejszą Jugosławię.
14 października rząd zgodził się na warunkową kapitulację na warunkach proponowanych przez prezydenta USA Wilsona, a 3 listopada przerwano działania wojenne. W wyniku wojny zginęło około 1 290 000 obywateli Austro-Węgier, a państwo stanęło na skraju rozpadu. 11 listopada Karol I zrzekł się kierowania państwem (ale nie abdykował). Tak Węgry, jak i Austria stały się republikami, a rodzinę Habsburgów wygnano (przede wszystkim za brak zgody Karola I na oficjalną abdykację). Zamęt komunistyczny, interwencja rumuńska oraz wzrost poparcia dla monarchistów doprowadziły w marcu 1920 roku na Węgrzech do ponownego uznania kraju za monarchię, jednak tron pozostał nieobsadzony, a króla reprezentował regent – admirał Miklós Horthy.
Ostatni cesarz Austrii i król Węgier, Karol I próbował przejąć władzę w Budapeszcie, jednak jego plany nie powiodły się i został on wygnany w październiku na Maderę, gdzie w 1922 zmarł na zapalenie płuc.